# Cementarna Trbovlje
Cementarna Trbovlje je eno izmed starejših podjetij v Sloveniji, saj obratuje od leta 1876. Je manjša izmed dveh cementarn v Sloveniji (poleg cementarne Salonit iz Anhovega). Letna proizvodna kapaciteta trboveljske cementarne znaša 550 tisoč ton cementa, kar predstavlja približno 40 % slovenske porabe. Večino cementa prodajo na domačem trgu, približno desetino pa ga izvozijo na Hrvaško.
Proizvodnja družbe Lafarge Cement obsega proizvodnjo cementa, hčerinski družbi Lafarge Transport d.o.o. in Apnenec d.o.o. iz Zidanega mosta skrbita za učinkovito organizacijo dejavnosti prevozov in proizvodnjo apnenčeve moke.
Družba ima 130 zaposlenih, skupno število zaposlenih v cementarni in obeh hčerinskih družb pa znaša 170.
Cementarna iz Trbovelj je od leta 2002 v lasti skupine Lafarge (Euronext: LG), francoskega podjetja, ki je največji svetovni proizvajalec gradbenih materialov, in največji svetovni proizvajalec cementa. V letu 2010 je bilo podjetje Lafarge šesto leto zapored uvrščeno med 100 najbolj trajnostnih družb sveta. Vstop v Skupino Lafarge je pomenil uvajanje tehnoloških in okoljskih standardov, ki veljajo na ravni celotne Skupine Lafarge.
V njej je bila zadnja leta tudi sežigalnica odpadkov, zaradi česar je Cementarna spuščala v zrak strupene snovi.
Zaradi pritiskov Ekokroga in ostale javnosti, je bil Lafarge prisiljen ustaviti obratovanje.

## Zgodovina
Leta 1802 si je kraje »črne zemlje« ogledal odvetnik Franz Maurer, ki si je nato naslednjih v dveh letih pridobil dokumente za odprtje prvega rudnika v Trbovljah. Poimenoval ga je Steinkohlenbergbau. Premog so vse od začetka uporabljali za žganje opeke in apna. Rudnik je leta 1823 Franz Maurer predal svojima sinovoma. 
Leta 1847 je državni rudarski urad v Celju ustanovil še državni premogovnik, ki ga je država zaradi političnih razprtij in majhne storilnosti leta 1867 prodala skupini Ljubljančanov. Oba rudnika sta leta 1873 prišla pod skupno posest Trboveljske družbe Trifailer Kohlenwerkgeselschaft. Z združitvijo je novoustanovljena družba začela z izboljšavami, zgradili so apnenico in opekarno, steklarno, ki sta jo brata Maurer ustanovila, da bi z njo vzdrževala premogovnik, pa so zaprli.
Prvo klinker peč za proizvodnjo cementa so v Trbovljah zagnali leta 1876. Z apnencem bogata nahajališča, bližina železnice in reke Save so bili izvrstni pogoji za proizvodnjo cementa.
Ključni mejniki trboveljske cementarne
- 1875: Namesto steklarne je trboveljska družba Trifailer Kohlenwerkgeselschaft zgradila cementarno, ki je začela obratovati leto kasneje. Začetek redne proizvodnje roman cementa, v manjših količinah tudi portland cementa.
- 1879: Za proizvodnjo kakovostnejšega klinkerja za portland cement se prezida krožno peč. Letna proizvodnja znaša 6.060 ton (4.030 ton roman cementa in 2.030 ton portland cementa).
- 1880: Čeprav je v prvih letih poslovanja cementarna poslovala z izgubo, saj se mnogo cementa porabi za potrebe rudnika, družbi tega leta kljub hudi konkurenci uspe povečati prodajo in prodreti na tuja tržišča, med drugim tudi na indijski trg.
- 1883: Izgradnja še dveh jaškastih peči, namenjenih proizvodnji portland cementa. S tem se tehnološko ločita proizvodnji roman in portland cementa.
- 1887: Izgradnja prve etažne peči, s katero je optimizira proizvodnja cementa.
- 1890: Izbruhne požar, ki je upepelil vsa lesena poslopja, ostalo je le glavno poslopje.
- 1896: Opuščena je proizvodnja roman cementa.
- 1898: Obratovati je začela druga etažna peč, ki je močno povečala proizvodnjo. Proizvodnja cementa se poveča na 9.222 ton, leto kasneje pa 12.302 ton.Cementarna leta 1911
- 1908: Po nekaj letih temeljite prenove tovarne je začela obratovati prva rotacijska peč danskega podjetja Smidth, hkrati tudi prva tovrstna peč na Balkanu. Zmogljivost nove peči je 60 ton klinkerja na dan po suhem postopku. Zaradi vseh tehnoloških izboljšav cementarna zaposluje le 180 ljudi. Letna proizvodnja cementa naraste na 14.129 ton, tik pred začetkom prve svetovne vojne pa že na 17.150 ton, kar je skoraj trikrat toliko, kot ga je cementarna proizvedla pred 40 leti ob začetku obratovanja.
- 1927: Začetek obratovanja še druge rotacijske peči Smidth in novega mlina cementa Unidan z zmogljivostjo 6 ton na uro.
- 1930: Obratovati začne tretja rotacijska peč Smidth, s katero se dnevna proizvodnja cementa dvigne na 170 ton. Sočasno je začel obratovati tudi drugi mlin Unidan.
- 1939: Gradnja cest in drugih objektov je družbo prisilila v izboljšave. Nastal je nov proizvodni obrat z novo rotacijsko pečjo Krupp z mokrim postopkom. Izpopolnili so tudi mlin cementa, zgradili novo žičnico laporja in apnenca ter nove silose za cement in silose za blato (mokra surovina).
- 1947: Po koncu 2. svetovne vojne, med katero je proizvodnja cementa močno upadla, je bila cementarna še v sklopu Trboveljske premogovne družbe. Leta 1947 pa se je ta nacionalizirala.
- 1950: Izvoljen je bil prvi delavski svet.
- 1951: Cementarna je z velikanskimi napori letno pridelala med 110.000 in 120.000 ton cementa, zaradi česar je bila nagrajena s prehodno zastavo in priznanjem vlade FLRJ za najboljši kolektiv cementne industrije Jugoslavije. Cementarna v šestdesetih letih prejšnjega stoletja
- 1958: Z izgradnjo novih žičnic, drobilnikov, nakupom bagrov in prekucnikov, se je zaključila prva faza nujno potrebne modernizacije cementarne, s katero se uredijo tudi kamnolom in transportne poti surovine do tovarne. V drugi fazi modernizacije se postavi nova, 300-tonska rotacijska peč Smidth, mlin cementa Litostroj z zmogljivostjo 20 ton na uro, skladišče za klinker in sušilnica.
- 1962: Obratovati začne nov obrat, vse tri stare rotacijske peči Smidth in mline (Krupp in Unidan) pa se ustavijo. Montaža nove peči Smidth leta 1962
- 1963: Obratovati začne še en mlin cementa Litostroj s kapaciteto 40 ton na uro, s katerim se letna proizvodnja cementa poveča na 225.000 ton.
- 1972: Obratovati začne nova rotacijska peč KHD z zmogljivostjo proizvodnje 1.000 ton klinkerja dnevno, poleg tega pa so bile posodobljene številne spremljajoče naprave, tako da se je z novo tehnološko linijo letna proizvodnja povečala na 500.000 ton.
- 1975: Namesto premoga se kot kurivo začne uporabljati mazut, zaradi česar so se proizvodne zmogljivosti povečajo za 10 do 15 odstotkov.
- 1976: Po 37. letih z obratovanjem preneha Kruppova rotacijska peč.
- 1980: Z dodanim sekundarnim goriščem je bila preurejena peč KHD, s čimer se zmogljivost proizvodnje cementa poveča na 1250 do 1300 ton dnevno.
- 1990: Začetek intenzivnih vlaganj v ekologijo zaradi prilagajanja novim okoljskim standardom. Tako je na novo zgrajen elektrofilter hladilca klinkerja, obnovljen je elektrofilter in hladilni stolp v sistemu peči, dogradi se elektrofiltrski sistem na mlinu cementa, izvede pa so še mnogo manjših izboljšav za zaščito okolja. Začetek avtomatizacije proizvodnje.
- 2002: Dokončan je proces avtomatizacije z dvema ključnima inovacijama: večplastnim omrežjem za vodenje procesa in večplastnim hlajenjem kamere v rotacijski peči. Zgrajen je bil tudi mlin premoga, ki je omogočil prehod na uporabo mešanice koksa in premoga. Tega leta Lafarge Perlmooser AG postane večinski lastnik podjetja Cementarna Trbovlje d. d., ki se meseca maja preimenuje v Lafarge Cement, d. d., Trbovlje.
- 2004: Začetek izvajanja 30 milijonov vrednega sanacijskega programa družbe Lafarge Cement, z namenom bistvenega zmanjšanja vplivov na okolje.
- 2005: Na ministrstvo za okolje je vložena vloga za pridobitev okoljskega ali IPPC dovoljenja.
- 2006: Dopolnitev vloge za pridobitev okoljskega dovoljenja z dovoljenjem za souporabo alternativnih goriv v proizvodnji cementa.
- 2007: Otvoritev odžveplevalne naprave. Zaradi njenega delovanja se koncentracije emisij žveplovih oksidov v zraku zmanjšajo pod vrednost 200 mg/nm, kot jo zahteva IPPC direktiva. Pogled na cementarno iz mosta čez reko Savo
- 2008: Zagon še ene čistilne naprave, in sicer za dušikove okside. Naprava bo zmanjšala vrednosti dušikovih oksidov v izpustih do 85 odstotkov pod 500 mg/m3, kar je bistveno pod vrednostjo 800 mg/m3, kot jo zahteva IPPC direktiva.
- 2009: Pridobitev okoljevarstvenega dovoljenja IPPC in pričetek zamenjave dela fosilnih goriv z alternativnimi. Kontrolna soba cementarne
- 2010: Pričetek rehabilitacije oz. ozelenitve tistih predelov kamnoloma, kjer so prenehali s pridobivanjem apnenca in laporja
- 2011: izgradnja industrijske učne poti po cementarni.

V Trbovljah proizvajajo klinker po suhem postopku, celotni proces pa je sestavljen iz več faz.

## Skrb za okolje

### Polemike okoli uporabe alternativnih goriv
Verjetno največ prahu je na področju sežiganja odpadkov v Sloveniji dvignil trboveljski Lafarge Cement, ki mu je v letu 2009 kljub skoraj soglasnemu nasprotovanju lokalnih skupnosti uspelo pridobiti okoljevarstveno dovoljenje za se-žig. Vendar v tem primeru ne gre za klasično sežigalnico odpadkov, temveč zgolj za nadomeščanje dela fosilnih goriv pri proizvodnji cementa s tako imenovanimi alternativnimi gorivi, kar pomeni manjše izpuste škodljivih snovi ob enaki količini proizvodnje. To je dandanes stalna praksa v cementni industriji. Tako namesto dela fosilnih goriv, premoga, uporabljajo odpadna olja, odpadne gume, plastiko. V lanskem letu so porabili 4 tisoč ton teh odpadkov, kar je četrtina porabljenega goriva. Dodana vrednost sežiganja odpadkov v cementarnah je v tem, da odpadni pepel, ki nastane pri gorenju, vgradijo v končni produkt, zato ni potrebe po njegovem odlaganju in je ostanek po gorenju temu primerno manjši. Poleg tega je treba v peči vzdrževati temperaturo okrog 2000 stopinj Celzija, kar je daleč nad zakonsko predpisano mejo. Nasprotovanje in strah lokalne skupnosti tako v tem primeru nista najbolj upravičena, vsekakor pa sta razumljiva glede na degradacijo njenega okolja, ki jo je v zadnjih desetletjih povzročila tamkajšnja industrija..

### Čistilne naprave

#### Odžveplevalna naprava
V letu 2007 so prvič zagnali odžveplevalno napravo proizvajalca Austrian Energy. Z investicijo v višini 10 milijonov evrov so za 97% znižali emisije žveplovega dioksida, ki so v zadnjih letih narasle zaradi povečane vsebnosti žvepla v surovini. 
Glede na obliko je odžveplevalna naprava posebna, saj je dimnik postavljen na vrhu samega pralnika. V tako obliko odžveplevalne naprave so bili prisiljeni zaradi omejenega prostora in zahtevanih termodinamičnih pogojev izstopnih plinov iz odžveplevalne naprave.
Višina dimnika je bila izračunana na osnovi predvidenih imisij in gibanja zračnih mas v okolici tovarne. Predvidene termodinamične pogoje na izstopu iz dimnika pa dosegajo tudi z dogrevanjem izstopnih dimnih plinov z vročim zrakom iz hladilca klinkerja, kar je tudi posebnost te odžveplevalne naprave. S tem izrabljajo odvečno toploto iz procesa in dosegajo želene termodinamične pogoje na izstopu iz dimnika.
Emisije žveplovega dioksida so povprečno 15-krat nižje od zakonsko določenih vrednosti. Z odžveplevalno napravo so obenem zmanjšali tudi emisije prašnih delcev za 30 odstotkov, zato so trenutne vrednosti emisij za 50 odstotkov pod zakonsko predpisano mejo.

#### Naprava za zmanjševanje dušikovih oksidov
Naprava deluje po načelu SNCR - selektivna nekatalitska redukcija. To pomeni, da vrednosti NOx zmanjšuje z razprševanjem raztopine uree v vroče dimne pline izmenjevalca toplote. Napravo so zagnali leta 2008. Z napravo so sposobni znižati emisije tudi za več kot 50 % glede na prejšnje vrednosti.